# Gmina West Point (hrabstwo Butler)

Położenie Gminy West Point w hrabstwie Butler

Gmina West Point (ang. West Point Township) – gmina w USA, w stanie Iowa, w hrabstwie Butler. Według danych z 2000 roku gmina miała 1474 mieszkańców.